# Will Young
William Robert Young (Wokingham, 1979. január 20. –) brit énekes, zeneszerző és színész. 2002-ben vált híressé, miután megnyerte a brit Pop Idol tehetségkutató első szériáját. Az első kislemeze "Anything Is Possible" / "Evergreen" címmel két héttel a műsor döntője után jelent meg, és az Egyesült Királyság leggyorsabban eladott debütáló kislemeze lett.

## Diszkográfia
Stúdióalbumok:
- From Now On (2002)
- Friday's Child (2003)
- Keep On (2005)
- Let It Go (2008)
- Echoes (2011)
- 85% Proof (2015)
- Lexicon (2019)

Válogatások:
- The Hits (2009)
- The Essential (2013)

Videók:
- Will Young Live (2003)
- Live In London (2005)